# François Gelders
François Gelders (Vilvoorde, 5 december 1874 - 2 december 1949) was een Belgisch volksvertegenwoordiger.

## Levensloop
Gelders begon in het actieve leven als fabrieksarbeider, wat hij was tot in 1888, en schoenmaker, wat hij bleef tot in 1902. In 1899 werd hij secretaris van de Vilvoordse afdeling van de Belgische Werkliedenpartij en werd de plaatselijke spil van de verschillende socialistische activiteiten. Binnen de BWP pleitte Gelders voor een linkse en antiklerikale koers en had hij goede contacten met boegbeeld Camille Huysmans.
Hij was medestichter van de Brusselse vakbond van schoenmakers en van 1903 tot 1921 secretaris van de Vilvoordse metaalbewerkersbond. In 1902 werd hij beheerder-dienstoverste van het Volkshuis in Brussel. Hij werd ook oprichter en gerant van het Volkshuis in Vilvoorde. In 1911 werd hij hoofdredacteur van het lokale socialistisch weekblad De Vilvoordse Demokraat, waarmee hij een duidelijke Vlaamse stem liet horen in de door de Franstaligen gedomineerde BWP-federatie van het arrondissement Brussel.
Gelders was een eerste maal kandidaat voor de wetgevende verkiezingen in 1906. Het is pas in 1925 dat hij effectief tot socialistisch lid van de Kamer van volksvertegenwoordigers werd verkozen voor het arrondissement Brussel. Hij vervulde dit mandaat tot aan de verkiezingen van 1949, enkele weken voor zijn dood, en was toen geen kandidaat meer om te worden opgevolgd door zijn zoon Frans Gelders. Van 1936 tot 1949 was hij secretaris van de Kamer. Als parlementslid was hij betrokken bij de totstandkoming van de taalwetgeving van 1932.
In Vilvoorde werd hij van 1911 tot 1946 gemeenteraadslid en van 1921 tot 1926 en van 1938 tot 1946 schepen. In de toen geheel Franstalige gemeenteraad van Vilvoorde introduceerde Gelders het Nederlands en hij bevorderde eveneens het Nederlands als voertaal in de Vilvoordse gemeentescholen. Hij was van 1921 tot 1925 ook provincieraadslid van Brabant.
Verder was hij beheerder van de sociale woningmaatschappij De Vilvoordse Haard en beheerder van het Coöperatief Verbond van Antwerpen en van Codep.